# Sitzungsberichte der Kaiserlichen Akademie der Wissenschaften. Mathematisch-naturwissenschaftliche Classe. Abteilung I
Sitzungsberichte der Kaiserlichen Akademie der Wissenschaften. Mathematisch-naturwissenschaftliche Classe. Abteilung I (abreviado Sitzungsber. Kaiserl. Akad. Wiss., Math.-Naturwiss. Cl., Abt. 1.) fue una revista con ilustraciones y descripciones botánicas que fue editada en Alemania desde el año 1861 hasta 1918. Se publicaron los números 43 al 127. Fue precedida por Sitzungsberichte der Kaiserlichen Akademie der Wissenschaften, Mathematisch-Naturwissenschaftliche Classe y reemplazado por Akad. Wiss. Wien Sitzungsber., Math.-Naturwiss. Kl., Abt. 1..